# Їржи Білек
Їржи Білек (чеськ. Jiří Bílek, нар. 4 листопада 1983, Прага) — чеський футболіст, що грав на позиції захисника. Виступав, зокрема, за клуби «Кайзерслаутерн» та «Славія», а також молодіжну збірну Чехії. Дворазовий чемпіон Чехії.

## Клубна кар'єра
Їржи Білек народився 1983 року в місті Прага. Займався в юнацьких команд футбольних клубів «Спарта» (Прага) та «Сполана». У професійному футболі дебютував 2003 року виступами за команду «Хмел», в якій грав до 2006 року, взявши участь у 66 матчах чемпіонату.
У 2006 році Білек став гравцем клубу «Слован», у якому в перший же рік виступів став чемпіоном Чехії. У складі ліберецького клубу футболіст грав до 2009 року, після чого став гравцем німецького клубу «Кайзерслаутерн». У німецькому клубі чеський захисник не зумів стати гравцем основного складу, та більше часу проводив у другій команді клубу. У 2012 році Білек став гравцем польського клубу «Заглемб'є» (Любін), у якому був гравцем основного складу команди, та грав до 2014 року.
У 2014 році футболіст повернувся на батьківщину до клубу «Славія», за який грав до 2018 року. У складі празького клубу Білек удруге за кар'єру став чемпіоном країни. У 2018 році гравець завершив виступи на футбольних полях, після чого став спортивним директором «Славії».

## Виступи за збірні
У 2002 році Їржи Білек дебютував у складі юнацької збірної Чехії, загалом на юнацькому рівні взяв участь у 5 іграх.
У 2004 році Їржи Білек зіграв 2 матчі у складі молодіжної збірної Чехії.

## Титули і досягнення
- Чемпіон Чехії (2):

«Слован»: 2005–2006
«Славія»: 2016–2017